# スム・ラ・エル
スム・ラ・エル（Sumu-la-El、Sumulael、Sumu-la-ilu）は、古代メソポタミアの都市国家・バビロン第1王朝の王。
在位期間は低年代説によると紀元前1817年から紀元前1781年。